# Gabriel Isenberg
Gabriel Isenberg (* 1979 in Siegen) ist ein deutscher Kirchenmusiker.

## Leben
Gabriel Isenberg studierte Schulmusik und Mathematik an der Universität Siegen. Nach dem Zweiten Staatsexamen studierte er an der Hochschule für Künste Bremen Kirchenmusik und schloss 2011 das Studium mit einem Diplom ab. Zu seinen Lehrern zählten Franz-Josef Breuer, Tillmann Benfer, Hans Davidsson sowie Christoph Grohmann. Er bildete sich durch Kurse bei Jürgen Kursawa, Edoardo Bellotti, Martin Böcker, Ludger Lohmann und Peter Williams fort. 2017 wurde er an der Hochschule für Musik Carl Maria von Weber Dresden bei Michael Heinemann mit einer Dissertation über den Orgelbau des 19. und frühen 20. Jahrhunderts zum Dr. phil. promoviert. Seit 2008 ist er hauptamtlicher Kirchenmusiker an St. Viktor in Damme. 2019 wurde er Orgelsachverständiger für das Bischöflich Münstersche Offizialat Vechta. Zudem ist er Redakteur der Zeitschrift für katholische Kirchenmusik Musica sacra.
Gabriel Isenberg ist mit der Sopranistin Steffi Isenberg verheiratet, mit der er regelmäßig in Konzerten auftritt. Das Paar hat zwei gemeinsame Kinder.

## Schriften
- Orgellandschaft Dammer Berge. Verlag Tourist-Informationen Dammer Berge, Damme 2011.
- Orgeln im Kreis Olpe. Selbstverlag, Olpe 2018.
- Orgellandschaft im Wandel. Dissertation, Dresden 2017.

## Tondokumente
- Klangfarben aus Reiste. CD 2020.
- Orgellandschaft Dammer Berge. CD 2011.
- Musik aus dem Siegerland. CD 2009.